# 马克斯·普朗克煤炭研究所
马克斯·普朗克煤炭研究所（德語：Max-Planck-Institut für Kohlenforschung，缩写为MPI KoFo）是位于德国鲁尔区米尔海姆的一个专门从事催化化学研究的研究所。 它是马克斯-普朗克协会（Max-Planck-Gesellschaft）的86个研究所之一。它于1912年在鲁尔河畔的米尔海姆成立，当时名为威廉皇帝煤炭研究所（Kaiser-Wilhelm-Institut für Kohlenforschung），研究煤炭的化学和用途，并于1949年成为一个独立的马克斯-普朗克研究所。

## 研究
该研究所在有机化学和有机金属化学、均相催化和多相催化以及理论化学方面进行基础研究。其主要目的是开发新的方法，以选择性地和无害环境地制备新的化合物和材料。
MPI KoFo自成立以来一直处于化学研究的最前沿。其中之一是通过弗朗兹·费歇尔和汉斯·托罗普施在1925年的努力开发了费托合成工艺，当时该研究所仍被称为威廉皇帝煤炭研究所。诺贝尔奖获得者卡尔·齐格勒也在该研究所与他以前的学生汉斯·格奥尔格·盖勒特一起工作，发现了有机铝化合物之间的增长反应（Aufbaureaktion）。